# Matic Maruško
Matic Maruško, slovenski nogometaš, * 30. november 1990, Murska Sobota.
Maruško je profesionalni nogometaš, ki igra na položaju obrambnega vezista. Od leta 2025 je član avstrijskega kluba Pinkafeld. Pred tem je igral za slovenske klube Muro 05, Tromejnik, Nafto Lendava in Muro, slovaški Spartak Trnava, kazahstanska Kaisar in Akžajik ter avstrijski Bad Radkersburg. Skupno je v prvi slovenski ligi odigral 264 tekem in dosegel 11 golov. Z Muro je osvojil naslov slovenskega državnega prvaka v sezoni 2020/21 in slovenski pokal leta 2020. Leta 2012 je odigral tri tekme in dosegel en gol za slovensko reprezentanco do 21 let.